# Taenaris occulta
Taenaris occulta är en fjärilsart som beskrevs av Grose-smith 1889. Taenaris occulta ingår i släktet Taenaris och familjen praktfjärilar. Inga underarter finns listade i Catalogue of Life.